# Socarnes hartmanae
Socarnes hartmanae är en kräftdjursart som beskrevs av Hurley 1963. Socarnes hartmanae ingår i släktet Socarnes och familjen Lysianassidae. Inga underarter finns listade i Catalogue of Life.